# Melrose House
Melrose House est une maison de type victorien, située au 275 Jeff Masemola (ex-Jacob Mare) Street à Pretoria en Afrique du Sud. Site historique où fut signé le traité de Vereeniging  mettant un terme à la seconde guerre des Boers, c'est un musée depuis 1971.
Melrose House est l'une des demeures victoriennes les mieux conservées d'Afrique du Sud et permet de donner un aperçu de la vie des riches familles de Pretoria à la fin du XIXe siècle.

## Étymologie
Melrose House a été nommée d'après la célèbre Abbaye de Melrose en Écosse.

## Localisation
Melrose House est située dans l'historique Jacob Mare Street, au sud du quartier central des affaires de
Pretoria (Pretoria Central), face au Burgers Park (en) (qui était encore un jardin botanique lors de la construction du bâtiment).

## Historique

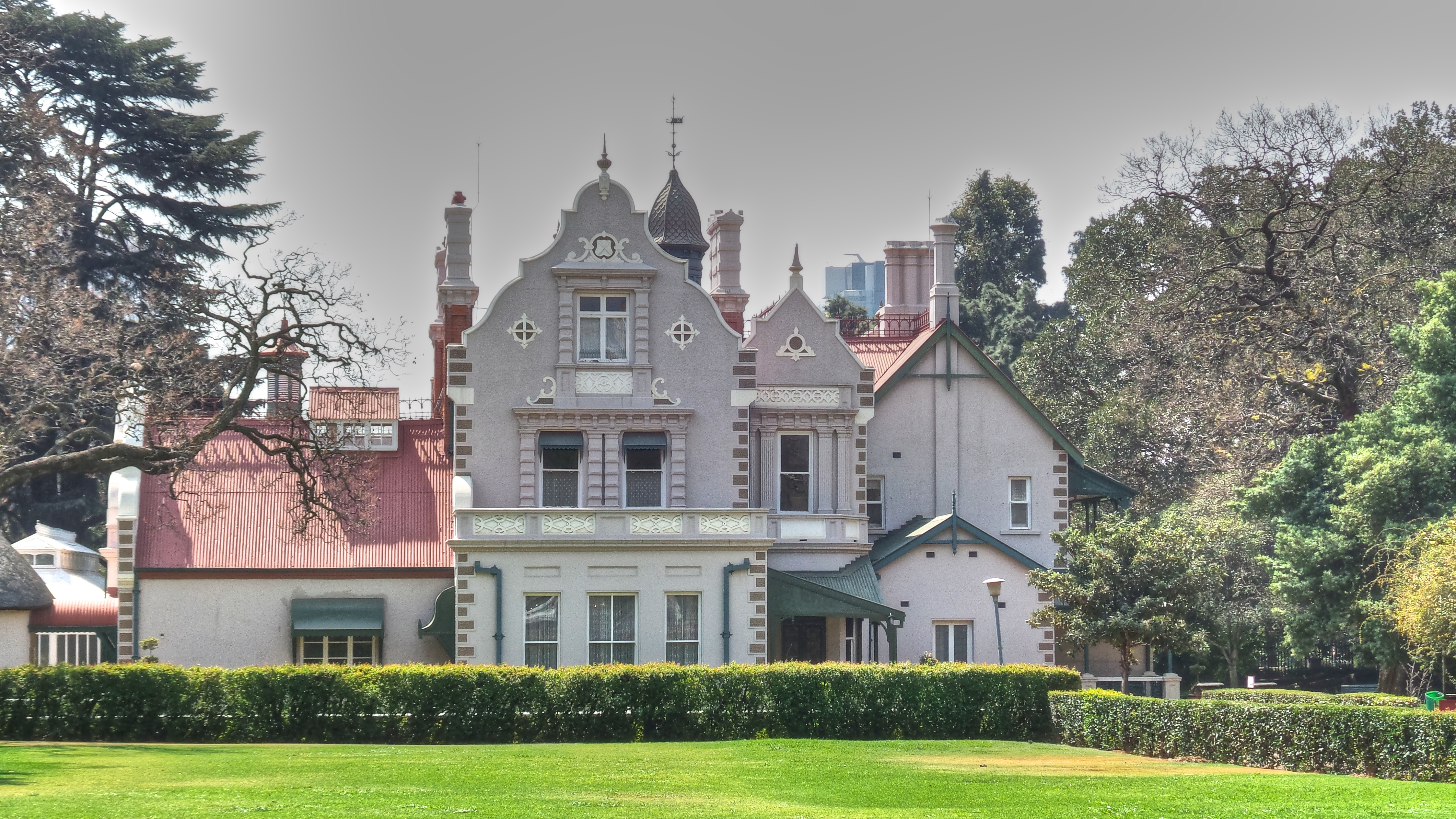
Façade arrière donnant sur Scheiding street

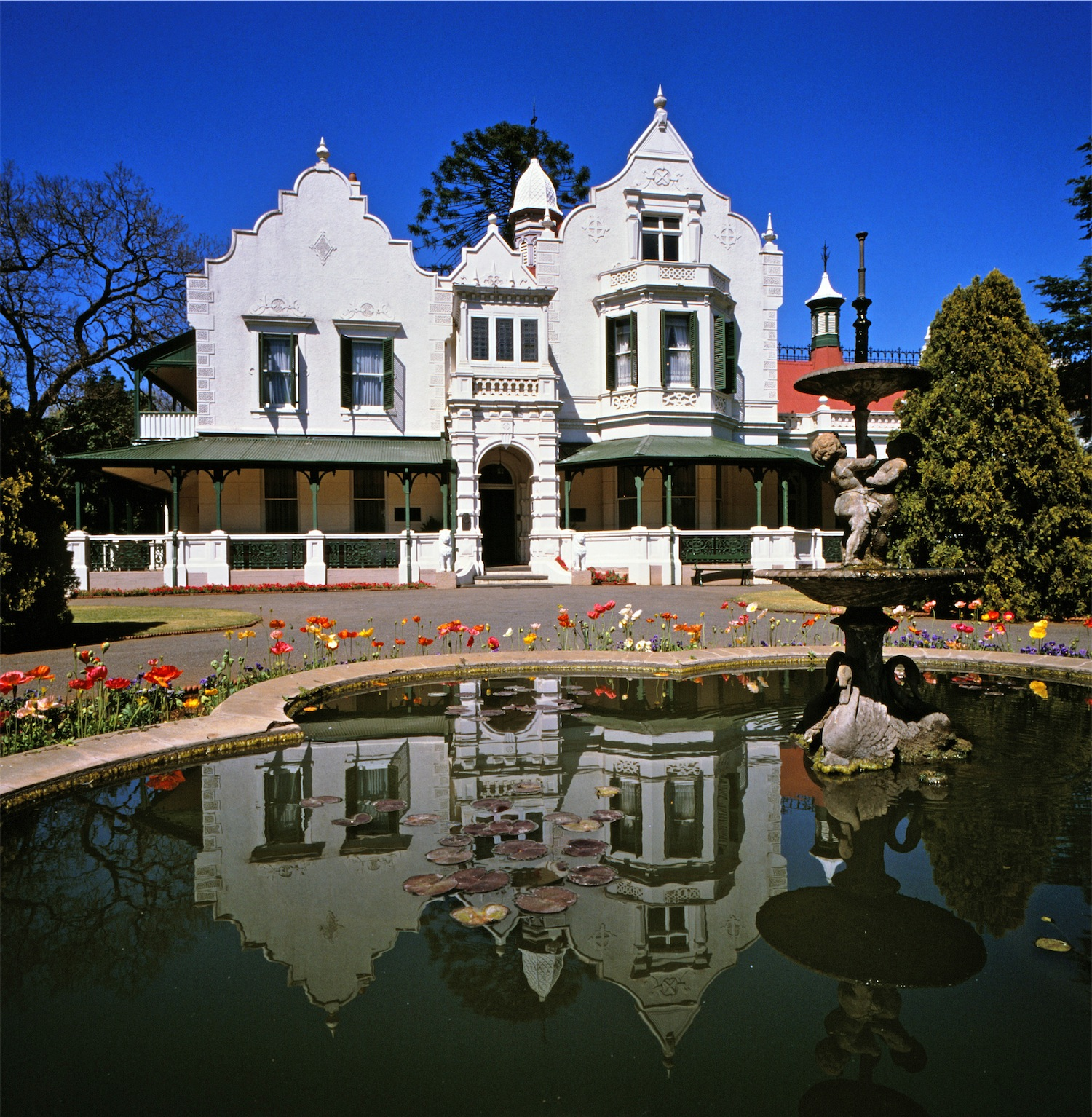
Façade principale donnant sur Jeff Masemola street

Melrose House fut bâtie en 1886-1887 par l'architecte britannique W.T. Vale pour l'homme d'affaires George Jesse Heys  (1852-1939). 
Melrose House est essentiellement connue pour avoir été à l'occasion de la Seconde Guerre des Boers (1899–1902) le quartier général des Forces britanniques, lorsque Lord Roberts réquisitionna la maison après la soumission de Pretoria en juin 1900. Elle le resta pendant toute la durée de la guerre.
C'est à Melrose house que la guerre prend fin, avec la signature du Traité de Vereeniging le 31 mai 1902 par les belligérants britanniques (Kitchener, commandant en chef des forces britanniques et lord Milner, haut commissaire britannique de la colonie du Cap) et boers (S.W. Burger, F.W. Reitz, Louis Botha, J.H. de la Rey, L.J. Meyer, J.C. Krogh, W.J.C. Brebner, C.R. de Wet, J.B.M. Hertzog et C.H. Olivier).
La maison resta dans la famille Heyns jusque dans les années 1960 quand le conseil municipal de Pretoria rachète la maison et son contenu en 1967 et la fait restaurer pour en faire un musée, inauguré le 17 mai 1971 par le président de l'État sud-africain Charles Swart. La maison fut victime d'un attentat à la bombe en 1990 qui endommagea partiellement une salle du musée.
Inscrite au patrimoine national, Melrose House témoigne de la transition du style intérieur et extérieur victorien au style edwardien.

## Description
Melrose house est un manoir de 16 pièces comprenant 3 niveaux, agrémentés de deux pignons étranges et d'une grande véranda latérale. 
L'intérieur, dont la décoration date principalement de 1910 à l'exception notable du hall d'entrée dont le papier peint est d'origine, est caractérisé par des vitraux teintés, des peintures d'artistes britanniques, des tapis richement ornés, des plafonds peints et ornés, des cheminées, de même qu'une collection de porcelaine. Un des vitraux dans la cage d'escalier représente une scène du poème de Sir Walter Scott, le Lai du dernier ménestrel. La salle où fut signée le traité de paix en 1902 est une ancienne petite salle de bal, reconvertie en salle à manger. La table utilisée pour signer le traité trône en son centre.
La majorité de ces objets a appartenu à la famille Heys.
Outre la maison, la demeure comprend un jardin victorien avec bassin, des courts de tennis en terre battue et un kiosque de jardin.

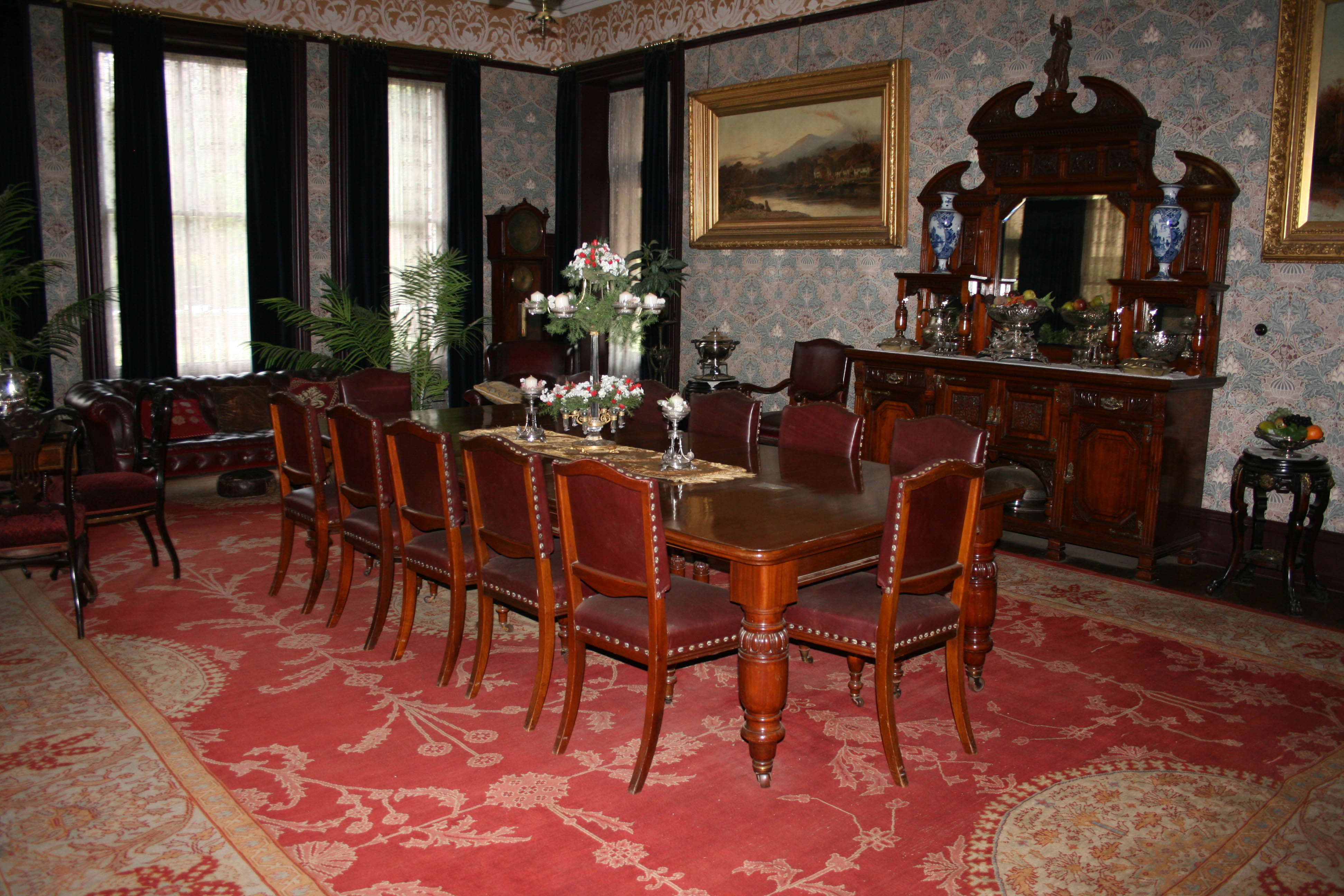
Table où fut signé le traité de paix en 1902
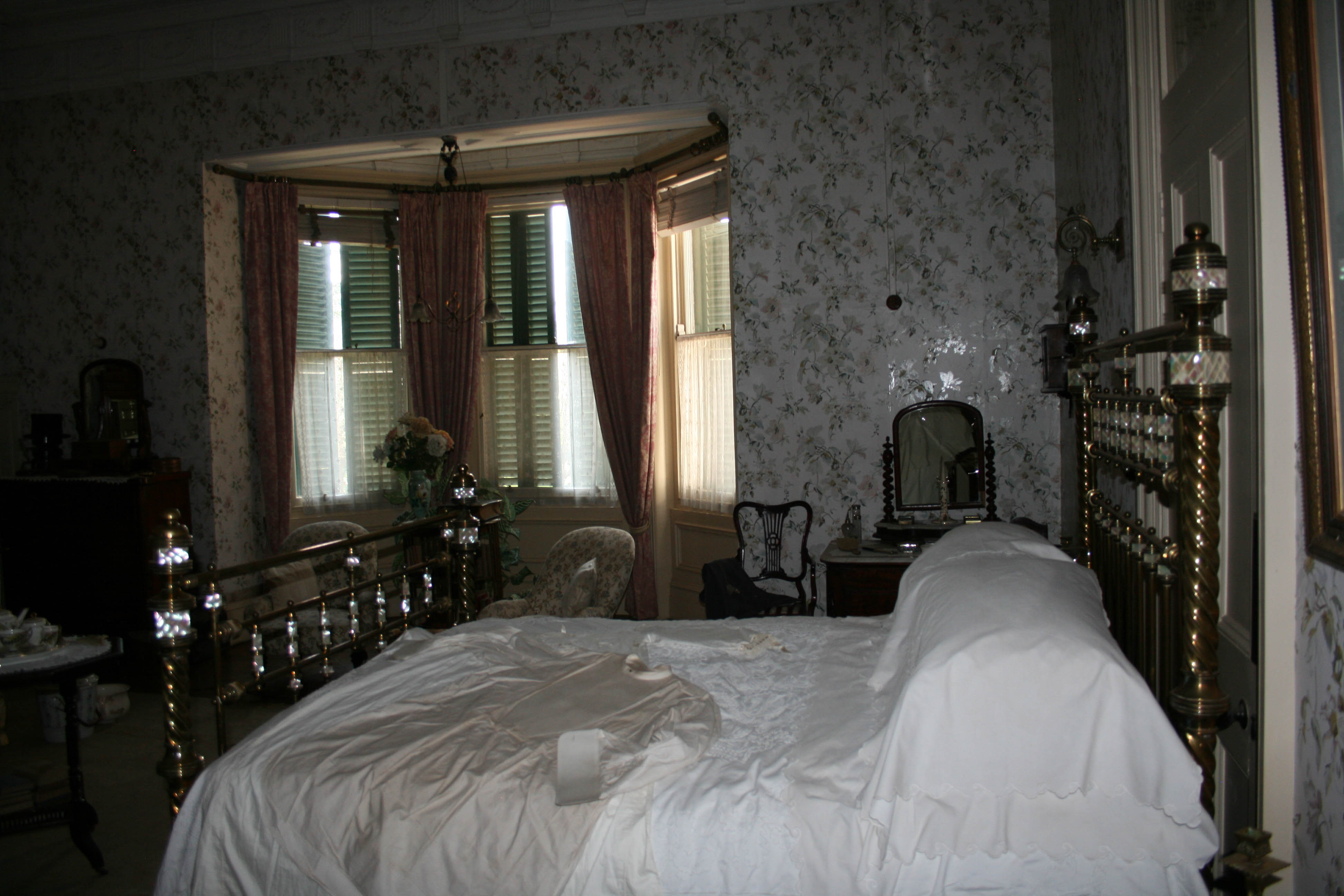
Chambre principale
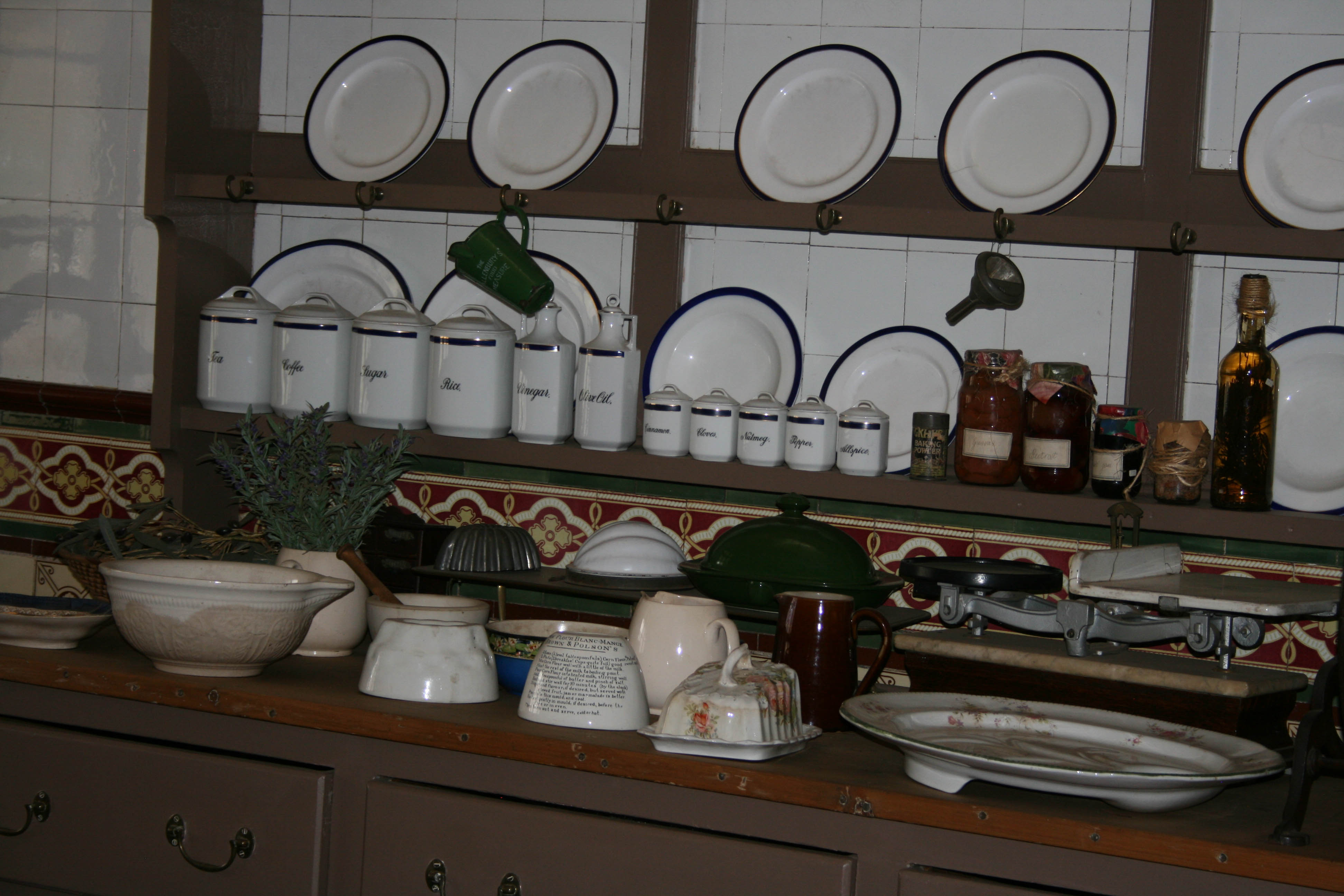
Cuisine
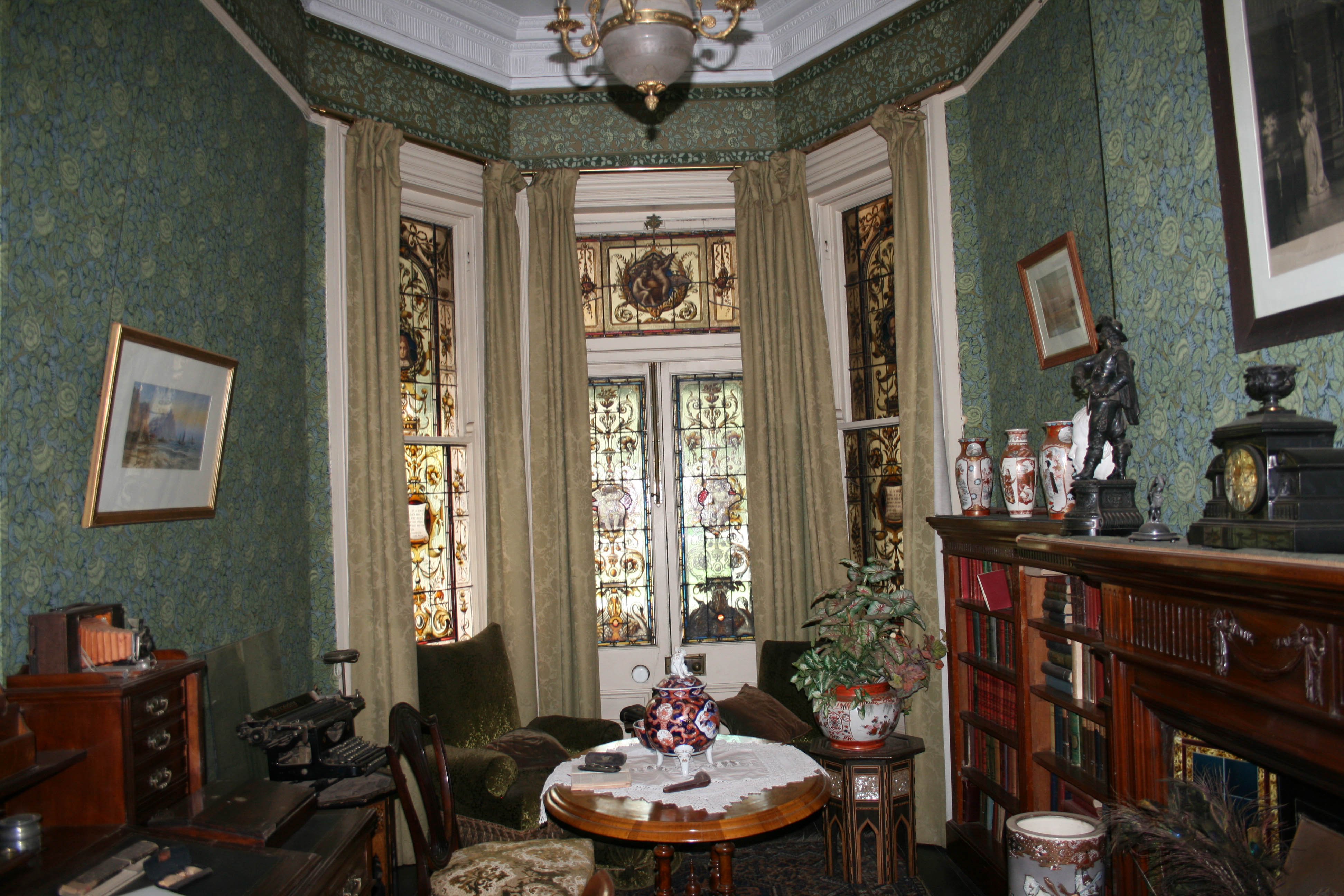
Salon de thé
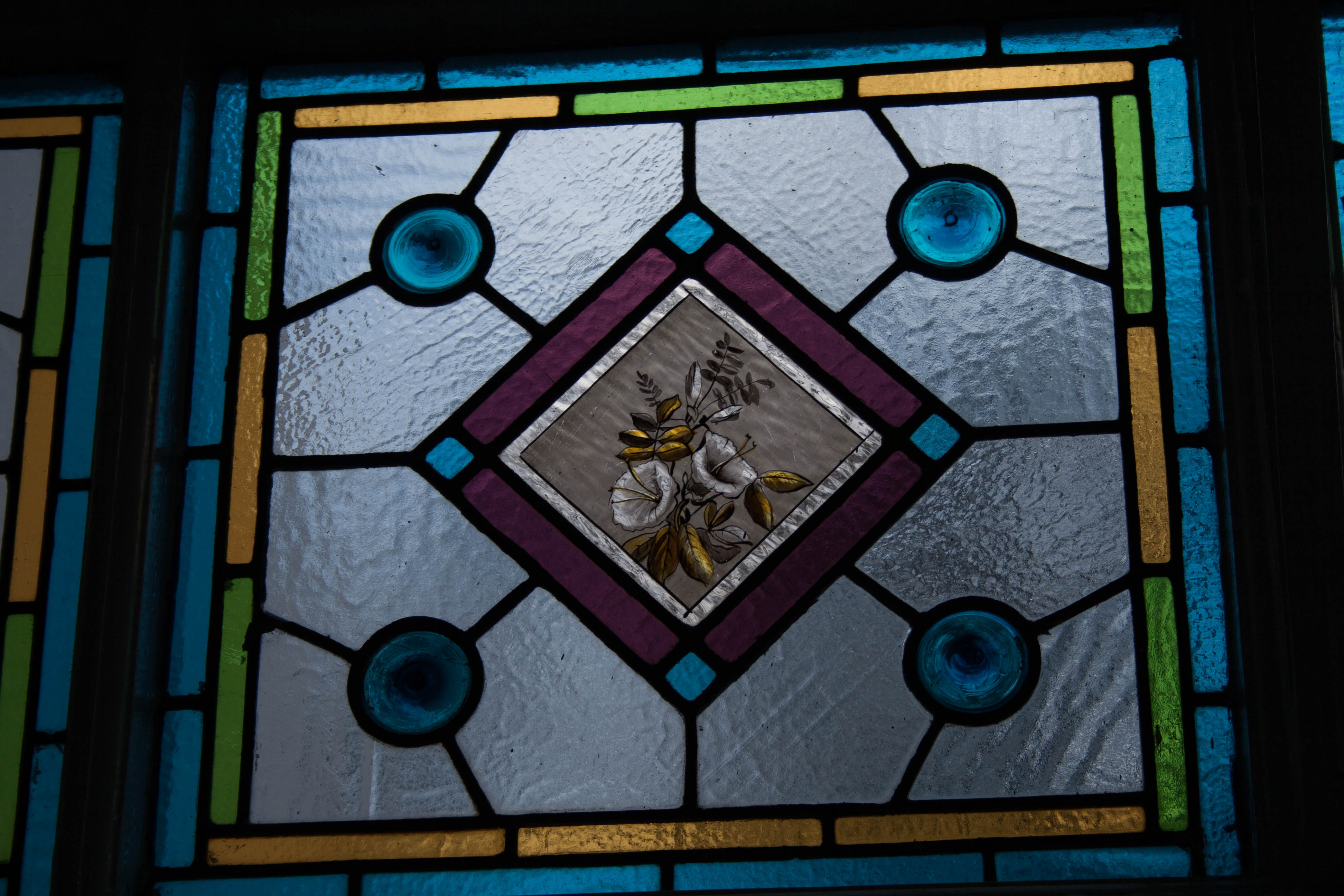
Vitrail
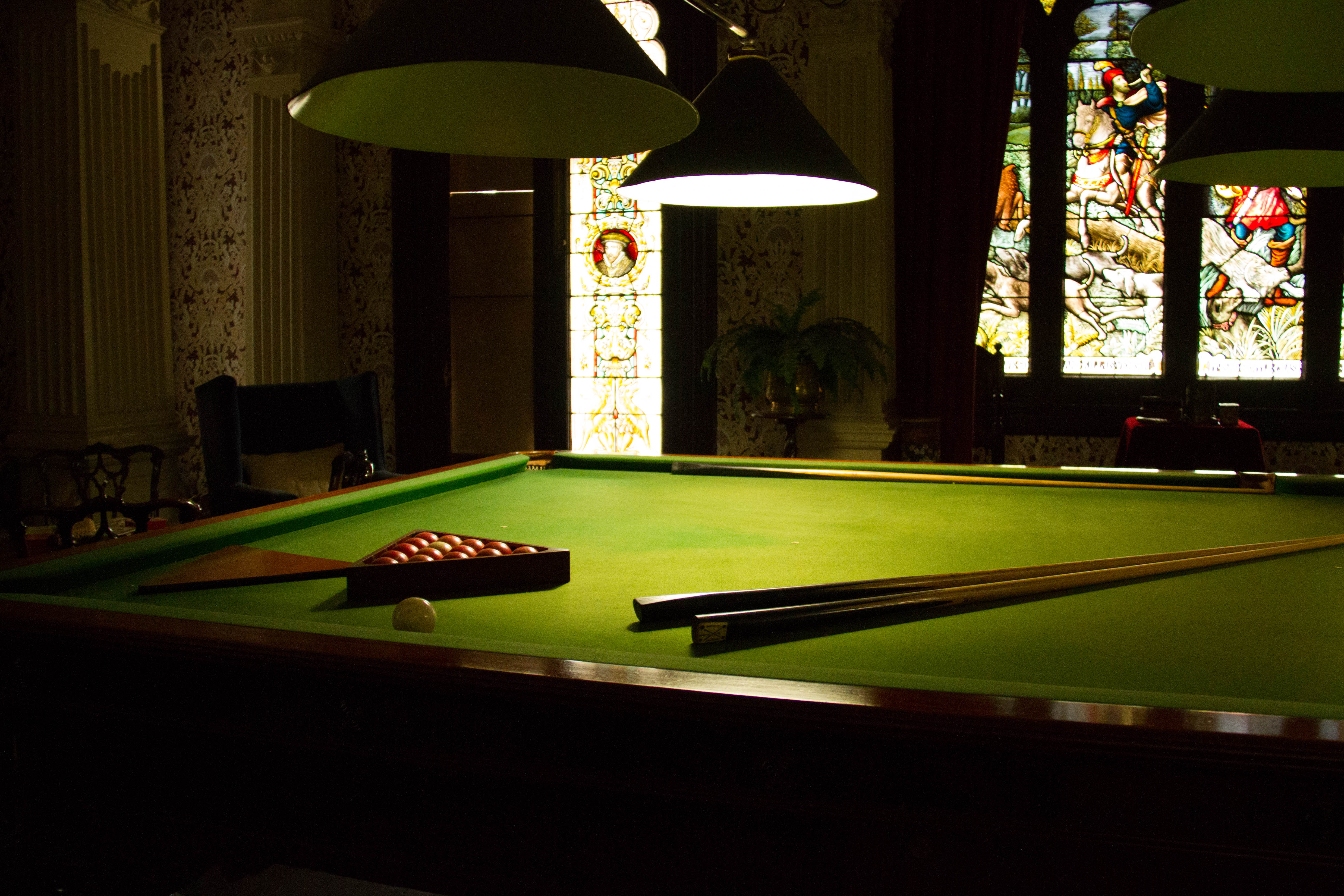
Salle de billard
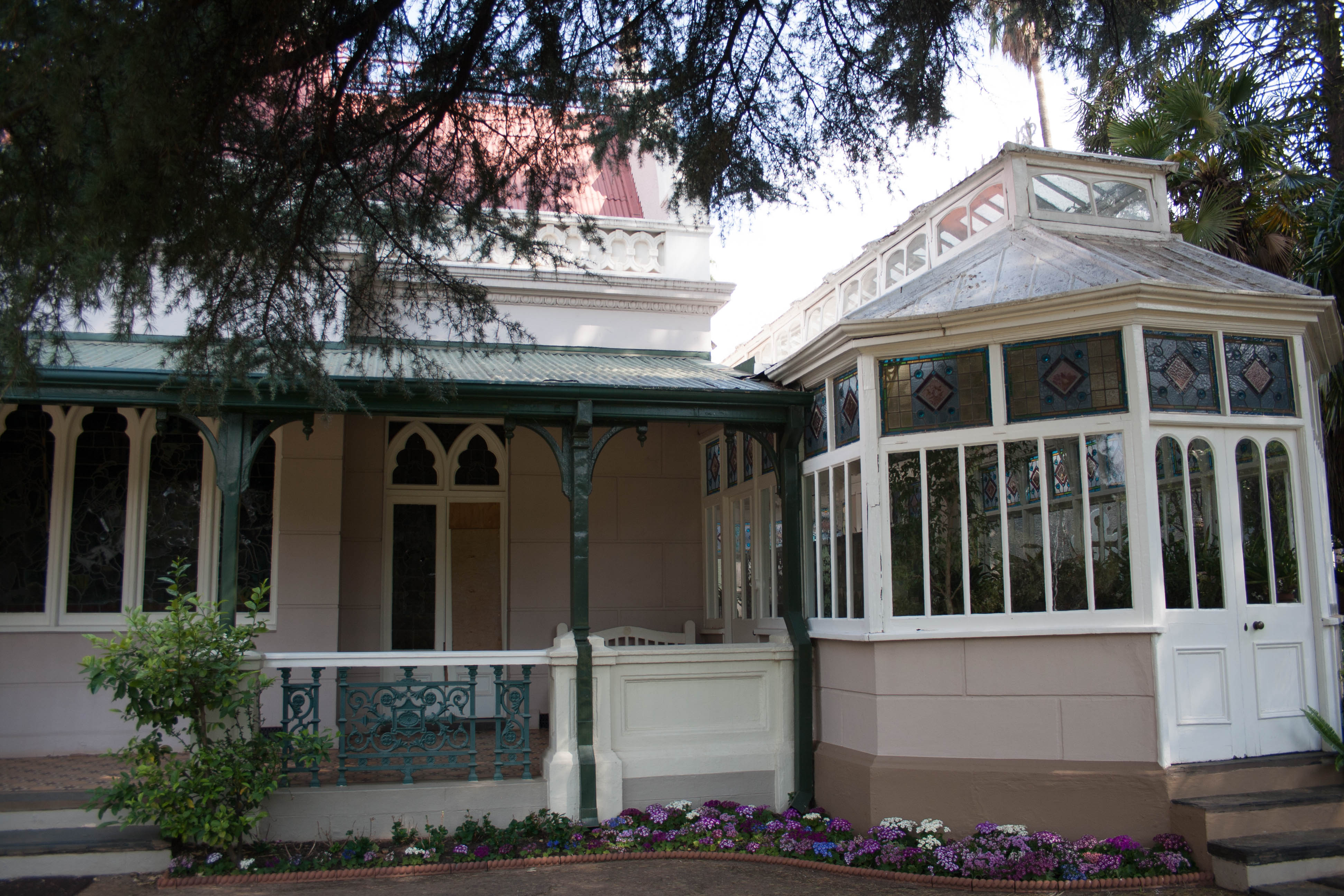
Véranda adjacente au bâtiment principal
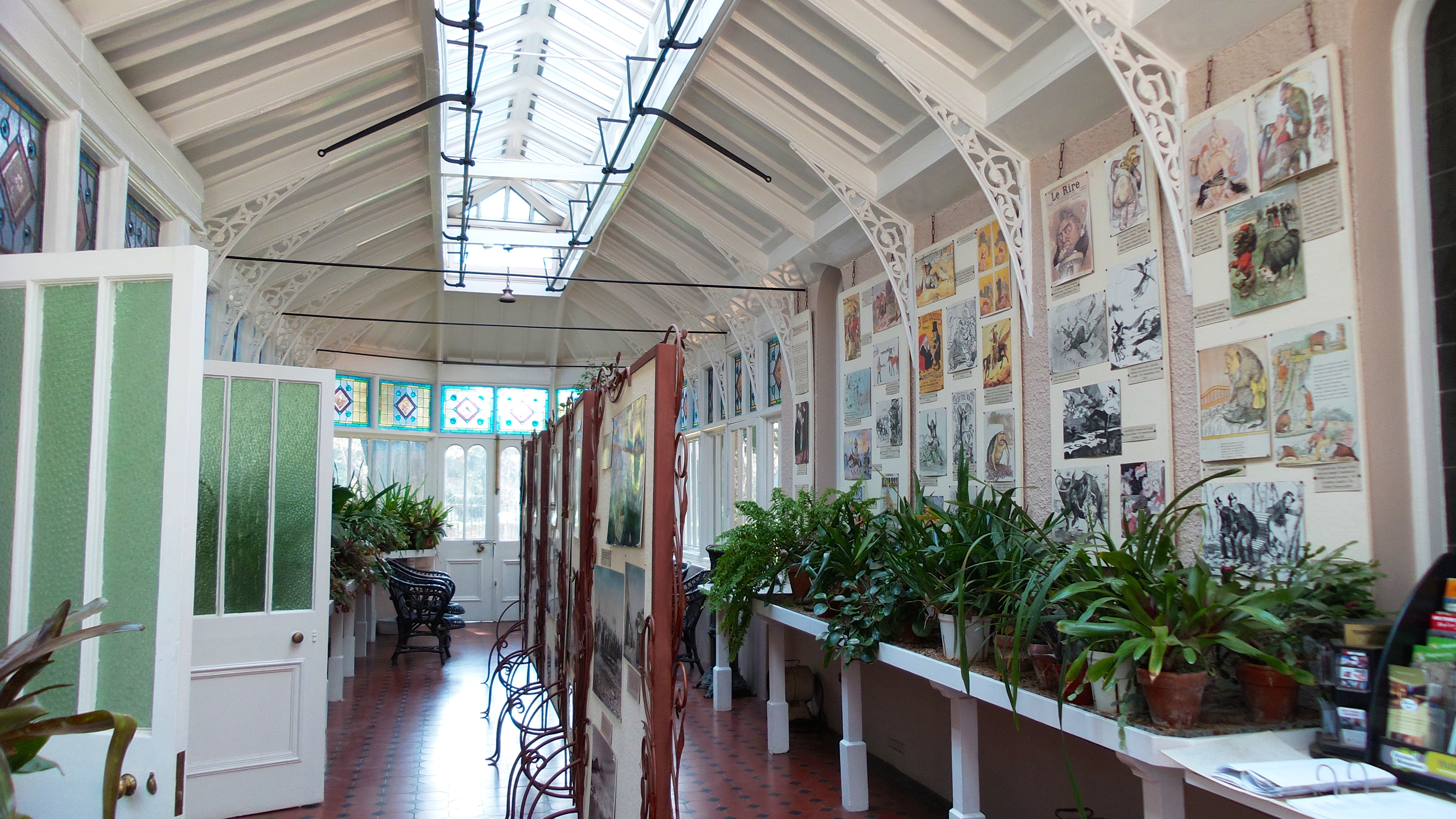
Intérieur de la véranda
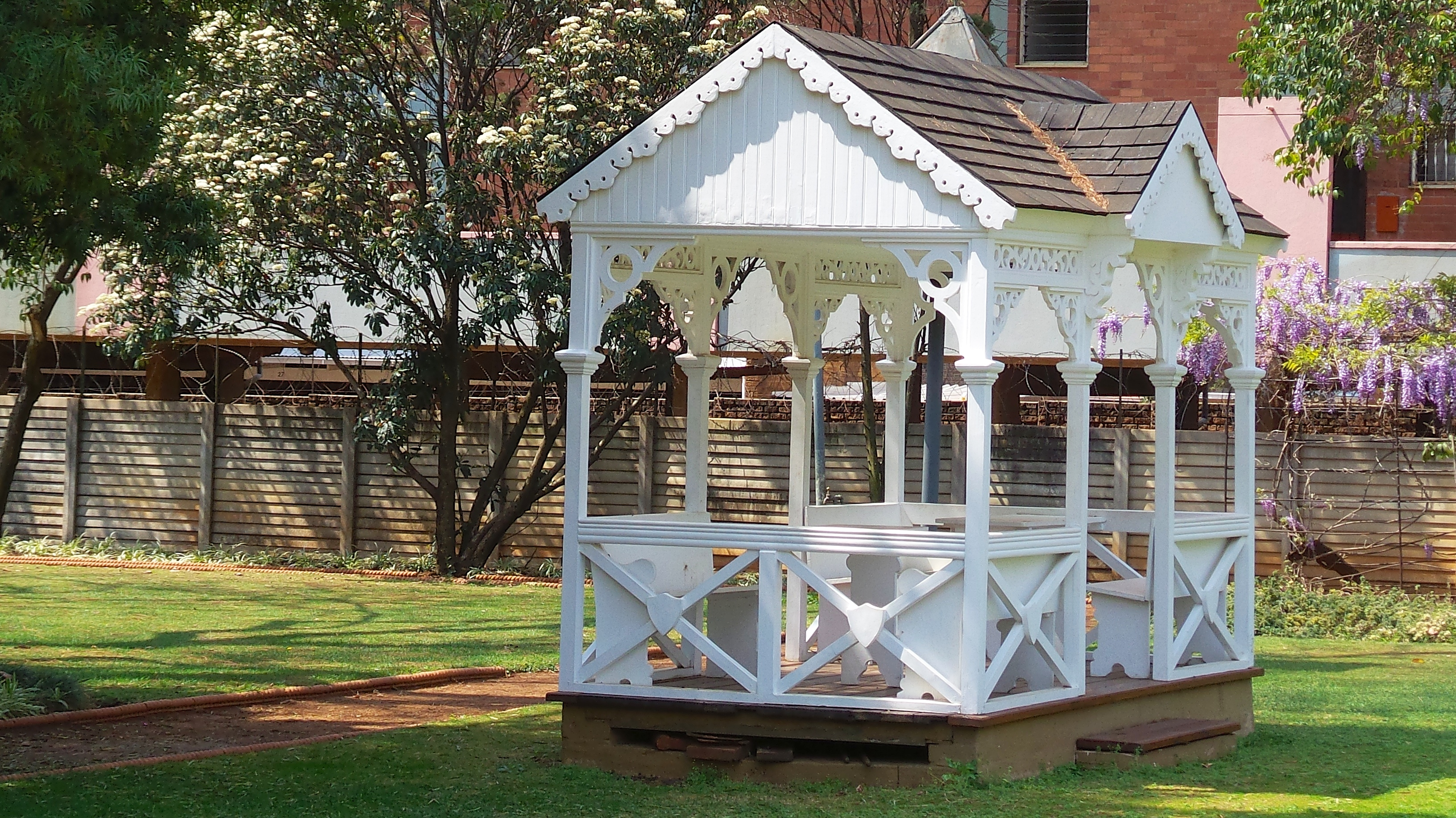
Kiosque